# Portulaca
Portulaca је род сукулентних (меснатих) цветница из породице пркоса (Portulacaceae). Обухвата 40, а према неким ауторима и више од 100 врста једногодишњих и вишегодишњих биљака.
Име рода Portulaca потиче од латинске речи portula, што значи „мала врата”, а односи се на величину отвора на плоду кроз које испада семе. Ово име налазимо још код Плинија, као име за тушт.
Ареал распрострањења рода обухвата тропске, суптропске и топле умерене области. Најпознатије врсте овог рода су пркос и тушт, две изузетно прилагодљиве врсте које често подивљају, па се из вртова прошире у природу, где успешно расту.

## Врсте у породициPortulaca
- Portulaca amilis Speg.
- Portulaca argentinensis Speg.
- Portulaca boliviensis Poelln.
- Portulaca brevifolia Urb.
- Portulaca chacoana D. Legrand
- Portulaca colombiana D.Legrand
- Portulaca confertifolia Hauman
- Portulaca conzattii P. Wilson
- Portulaca cryptopetala Speg.
- Portulaca echinosperma Hauman
- Portulaca elatior Mart. ex Rohrb.
- Portulaca elongata Rusby
- Portulaca eruca Hauman
- Portulaca fluvialis D. Legrand
- Portulaca foliosa Ker Gawl.
- Portulaca frieseana Poelln.
- Portulaca fulgens Griseb.
- Portulaca gilliesii Hook.
- Portulaca grandiflora Hook. – пркос
- Portulaca guanajuatensis Ocampo
- Portulaca halimoides L.
- Portulaca hatschbachii D.Legrand
- Portulaca hereroensis Schinz
- Portulaca howellii (D. Legrand) Eliasson
- Portulaca insignis Steyerm.
- Portulaca insularis Hosok.
- Portulaca kermesina N.E. Br.
- Portulaca lanuginosa Kunth
- Portulaca longiusculotuberculata Poelln.
- Portulaca macbridei D. Legrand
- Portulaca matthewsii G. Ocampo
- Portulaca mexicana P. Wilson
- Portulaca mucronata Link
- Portulaca nivea Poelln.
- Portulaca obtusa Poelln.
- Portulaca oleracea L. – тушт
- Portulaca papulifera D. Legrand
- Portulaca papulosa Schltdl.
- Portulaca perennis R.E. Fr.
- Portulaca philippii I.M. Johnst.
- Portulaca pilosa L.
- Portulaca psammotropha Hance
- Portulaca pusilla Kunth
- Portulaca pygmaea Steyerm.
- Portulaca quadrifida L.
- Portulaca rotundifolia R.E. Fr.
- Portulaca rubricaulis Kunth
- Portulaca rzedowskiana G. Ocampo
- Portulaca saxifragoides Welw. ex Oliv.
- Portulaca sedifolia N.E.Br.
- Portulaca sedoides Welw. ex Oliv.
- Portulaca simpliciuscula Mart. ex Rohrb.
- Portulaca striata Poelln.
- Portulaca teretifolia Kunth
- Portulaca thellusonii Lindl.
- Portulaca tingoensis J.F. Macbr.
- Portulaca umbraticola Kunth – висећи пркос
- Portulaca yecorensis Henrickson & T. Van Devender[4]

- Portulaca filifolia
- Portulaca grandiflora
- Portulaca oleracea
- Portulaca pilosa
- Portulaca umbraticola
- Portulaca villosa

У нашем поднебљу најпознатије су јестива и одомаћена врста тушт (Portulaca oleracea) и украсне вртне врсте пркос (Portulaca grandiflora) и нешто мање познат висећи пркос (Portulaca umbraticola).
Три врсте овог рода налазе се на црвеној листи угрожених врста:
- Portulaca kuriensis
- Portulaca samhaensis
- Portulaca sedifolia